# Qingtang, Hunan
Qingtang (kinesiska: 清塘, 清塘壮族乡) är en socken i Kina. Den ligger i provinsen Hunan, i den södra delen av landet, omkring 380 kilometer söder om provinshuvudstaden Changsha. Antalet invånare är 5144. Befolkningen består av 2 552 kvinnor och 2 592 män. Barn under 15 år utgör 27,0 %, vuxna 15-64 år 59 %, och äldre över 65 år 12,0 %.
Genomsnittlig årsnederbörd är 2 143 millimeter. Den regnigaste månaden är juni, med i genomsnitt 327 mm nederbörd, och den torraste är oktober, med 46 mm nederbörd.